# Platygaster striatifrons
Platygaster striatifrons är en stekelart som beskrevs av Fouts 1925. Platygaster striatifrons ingår i släktet Platygaster och familjen gallmyggesteklar. Inga underarter finns listade i Catalogue of Life.